# Manfred Zapf
Manfred Zapf (Stapelburg, 24 augustus 1946) is een voormalig voetballer uit Oost-Duitsland, die speelde als verdediger. Hij kwam zijn gehele loopbaan uit voor 1. FC Magdeburg. Met die club won hij in 1974 de Europacup II door in de finale, gespeeld in Rotterdam, af te rekenen met het AC Milan van trainer Giovanni Trapattoni: 2–0.

## Interlandcarrière
Zapf kwam in totaal zestien keer (nul doelpunten) uit voor de nationale ploeg van Oost-Duitsland in de periode 1969–1975. Onder leiding van bondscoach Harald Seeger maakte hij zijn debuut op 22 juni 1969 in de vriendschappelijke wedstrijd tegen Chili (0–1) in Maagdenburg, net als Erich Hamann (Vorwärts Berlin), Horst Wruck (Vorwärts Berlin), Jürgen Sparwasser (1. FC Magdeburg) en Hans-Jürgen Dörner (Dynamo Dresden). Zapf maakte deel uit van de Oost-Duitse ploeg die in 1972 de bronzen medaille won bij de Olympische Spelen in München.

## Trainerscarrière
Na zijn actieve carrière stapte Zapf het trainersvak in. Zapf was de voorlaatste bondscoach van de nationale ploeg van Oost-Duitsland (1988–1989). Hij volgde Bernd Stange op en had de ploeg in totaal zes duels onder zijn hoede. Medio 1989 werd hij opgevolgd door Eduard Geyer.
| Interlands Duitse Democratische Republiek onder leiding van Manfred Zapf | Interlands Duitse Democratische Republiek onder leiding van Manfred Zapf | Interlands Duitse Democratische Republiek onder leiding van Manfred Zapf | Interlands Duitse Democratische Republiek onder leiding van Manfred Zapf | Interlands Duitse Democratische Republiek onder leiding van Manfred Zapf | Interlands Duitse Democratische Republiek onder leiding van Manfred Zapf |
| №                                                                        | Datum                                                                    | Wedstrijd                                                                | Uitslag                                                                  | Competitie                                                               |                                                                          |
| ------------------------------------------------------------------------ | ------------------------------------------------------------------------ | ------------------------------------------------------------------------ | ------------------------------------------------------------------------ | ------------------------------------------------------------------------ | ------------------------------------------------------------------------ |
| 1                                                                        | 13.02.1989                                                               | Egypte − Duitse Democratische Republiek                                  | 0 − 4                                                                    | Oefeninterland                                                           |                                                                          |
| 2                                                                        | 08.03.1989                                                               | Griekenland − Duitse Democratische Republiek                             | 3 − 2                                                                    | Oefeninterland                                                           |                                                                          |
| 3                                                                        | 22.03.1989                                                               | Duitse Democratische Republiek − Finland                                 | 1 − 1                                                                    | Oefeninterland                                                           |                                                                          |
| 4                                                                        | 12.04.1989                                                               | Duitse Democratische Republiek − Turkije                                 | 0 − 2                                                                    | WK-kwalificatie                                                          |                                                                          |
| 5                                                                        | 26.04.1989                                                               | Sovjet-Unie − Duitse Democratische Republiek                             | 3 − 0                                                                    | WK-kwalificatie                                                          |                                                                          |
| 6                                                                        | 20.05.1989                                                               | Duitse Democratische Republiek − Oostenrijk                              | 1 − 1                                                                    | WK-kwalificatie \                                                        |                                                                          |

## Erelijst
1. FC Magdeburg
- DDR-Oberliga: 1971/72, 1973/74, 1974/75
- FDGB-Pokal: 1963/64, 1964/65, 1968/69, 1972/73, 1977/78, 1978/79
- Europacup II: 1973/74